# La colección de fieras (Star Trek: La serie original)
"La colección de fieras" (en idioma original, The Menagerie) es un episodio de dos partes de Star Trek: La serie original. Son los episodios 11 y 12, producción 16 y 17. La primera parte del episodio fue transmitida el 17 de noviembre del 1966, mientras que la segunda parte fue transmitida una semana más tarde el día 24 de noviembre del 1966. El guion del episodio fue escrito por Gene Roddenberry.
Dado que el verdadero episodio piloto del 1965 "La jaula" no fue exhibido en la televisión hasta 1988 y La serie original comenzó con un segundo piloto "Un lugar jamás visitado por el hombre", Desilu (la compañía productora del programa) tomó una decisión sobre lo que debería hacerse con el metraje sin usar de lo filmado para el piloto.
La incorporación de "La jaula" en el episodio de dos partes "La colección de fieras" fue realmente una solución a un creciente problema con la producción del programa. Sus efectos especiales, sin precedentes para una producción televisiva semanal, estaban causando retrasos en la terminación de cada episodio. El problema era acumulativo, con los episodios entregándose a la NBC cada vez más atrasados. En su peor momento los episodios (filmados en Los Ángeles) estaban siendo entregados a la NBC (en Nueva York) sólo tres días antes de su emisión los jueves. Sintiendo el inminente desastre, Roddenberry resolvió el problema escribiendo un episodio de dos partes, que sólo necesitaba una semana de producción. 
Lo logró escribiendo una historia enteramente nueva de tal forma que "La jaula" serviría como la historia de trasfondo para la anterior. La nueva filmación sería combinada con la vieja y colocada en la línea histórica de Star Trek.
"La colección de fieras" ganó un Premio Hugo por Mejor Presentación Dramática. El otro episodio con tal honor es "La Ciudad al Fin de la Eternidad".
En la versión Bluray publicada el 28 de abril de 2009 por la Paramount, ASIN: B001TH16DS, CBS Blu Ray 14241, el título de este episodio en el audio en español es dado como Casa de fieras.
Resumen: Spock rapta a su antiguo comandante Christopher Pike, fija al Enterprise hacia el planeta prohibido Talos IV, y se entrega para ser sometido a una corte marcial.

## Trama

### Parte I
En la fecha estelar 3012.4, la USS Enterprise se desvía hacia la Base Estelar 11 cuando el Sr. Spock recibe una llamada subespacial del anterior capitán de la Enterprise, Christopher Pike (bajo el que Spock sirvió durante 11 años y que había sido promovido a Capitán de Flota). Cuando la nave arriba, el comandante de la base estelar, comodoro Méndez (la primera aparición de un rango más alto que Capitán en la serie), dice que dicha comunicación con Pike es imposible, ya que ha sido severamente quemado y paralizado por una exposición a rayos delta durante un accidente de manutención a bordo de una nave de entrenamiento clase J. No podría haber enviado el mensaje. En efecto, es revelado que Pike está confinado a una silla de ruedas operado por ondas cerebrales. No puede hablar y sólo se comunica con una luz parpadeante: un parpadeo significa "si", dos parpadeos significan "no".
Pike está en la estación y rehúsa conversar ya sea con el capitán Kirk o el Dr. McCoy y sólo le permite a su viejo amigo y antiguo oficial, Sr. Spock, conversar con él en privado. Spock explica parcialmente su aparición indicando su intención de llevarse al capitán Pike contra las normas de la Flota Estelar.
De regreso a la oficina de Méndez, Kirk descubre que los registros de comunicación revelan que Spock no había recibido ningún mensaje de Pike, y no puede comprender su engaño. Spock se escabulle en el centro de computadores de la estación, le aplica un pellizco vulcano al técnico y procede a anular el sistema del computador enviando al Enterprise órdenes falsas para ir hacia el planeta en cuarentena Talos IV. Informa al jefe de navegación en el puente que los datos de navegación guiarán automáticamente a la nave. Engaña los protocolos de autorización vocales con una grabación falsa de la voz de Kirk. El extrañado navegante acepta la extraña autorización y Spock introduce los datos. Mientras, otro técnico de la estación entra en la sala del computador y confronta a Spock, pero Spock lo domina fácilmente con otro pellizco vulcano.
El Dr. McCoy es engañado para retornar al Enterprise mediante la solicitud de una asistencia médica, después de que Méndez le muestra a Kirk un archivo secreto sobre el destino de Talos IV. El archivo contiene mínima información sobre una anterior misión a Talos IV, y acercarse a Talos es base para la pena de muerte bajo la Orden General de la Flota Estelar 7. Spock luego se transporta a sí mismo y al inválido capitán Pike a bordo del Enterprise. Cuando la enfermera de guardia se da cuenta de que Pike está perdido, el Enterprise ya ha dejado la órbita de la Base Estelar 11 y ha entrado en warp alejándose hacia Talos IV.
Kirk y el comodoro Méndez inmediatamente siguen a la nave con un transbordador de la base estelar. Spock detecta a la nave perseguidora, la que está rápidamente agotando sus reservas de combustible sólo para mantener la persecución, y se rinde a la tripulación del Enterprise para arresto, confesando al Dr. McCoy que se ha amotinado y que nunca recibió orden alguna. Sorprendido por este inexplicable comportamiento y obligado por su deber en aplicar el reglamento como oficial superior de la nave, McCoy confina a Spock en su habitación. El Comandante Scott teletransporta al capitán Kirk y al comodoro Méndez a bordo. Exigen que la computadora de la nave explique las acciones de Spock y que retorne el control de la nave al navegante. La computadora les informa que cualquier intento de anular la computadora de navegación desactivará el sistema de soporte vital de la nave, y que el sistema no se puede desactivar hasta que el Enterprise haya llegado a Talos.
El comodoro Méndez ordena una audiencia preliminar sobre las acciones de Spock, quien solicita de inmediato una corte marcial, la que requiere un tribunal compuesto de tres oficiales comandantes. Spock señala que ya hay tres oficiales allí: Kirk, Méndez, y Pike, quien aún es listado como estando en "servicio activo". Spock comienza mostrando una grabación de video acerca de los eventos que ocurrieron durante "La jaula" para explicar cómo comienza esta "historia".
El video cuenta cómo 13 años antes el Enterprise, comandado por el capitán Pike, recibió una débil señal de desastre de la SS Columbia, una nave de exploración reportada como perdida 18 años antes. La Columbia se reportó como estrellada en Talos IV.
Una partida de desembarco se teletransporta al planeta y encuentra a unos pocos sobrevivientes, incluyendo a una joven mujer, Vina, quien nació poco antes del choque de la Columbia, y cuyos padres habían muerto. Pike inmediatamente se interesa por ella. Sin enterarse Pike y los otros, están siendo observados por los habitantes nativos del planeta, los Talosianos, quienes pueden crear ilusiones muy reales y desean estudiar a los humanos que han llegado a su planeta.
El Dr. Boyce, el oficial médico jefe, monitorea a los sobrevivientes pero los encuentra en notable buena salud, mucho mejor de lo que él esperaba y comienza a sospechar que algo no está correcto. Antes de que él pueda informar a su capitán, Pike es atraído en una trampa Talosiana puesta por Vina. Pike desaparece detrás de una puerta de piedra y todos los sobrevivientes desaparecen, habiendo sido sólo ilusiones.
La parte uno finaliza cuando Kirk descubre que las imágenes que Spock está mostrando están realmente siendo transmitidas al Enterprise desde Talos IV, y la Flota Estelar ordena detener la transmisión. La corte entra en receso a medida que los créditos finales aparecen.

### Parte II
El juicio continúa a petición de Kirk, incluso aunque la Flota Estelar ha denegado al Enterprise mayor acceso a las transmisiones Talosianas. Las grabaciones muestran a Pike en una jaula, y se enteran de que los Talosianos desean que él y Vina se apareen y produzcan progenie de tal manera que sus captores talosianos puedan reconstruir su destruida civilización. En la superficie la tripulación de Pike trata frenéticamente de rescatarlo, pero no pueden pasar la primera valla, una puerta que ni incluso las armas de nave pueden penetrar. Un gran problema es que la tripulación no puede confiar en sus sentidos ya que los Talosianos son capaces de crear ilusiones tanto en la superficie como en el subsuelo del planeta. Un intento de la tripulación para forzar la entrada por donde Pike fue raptado con un cañón fáser pesado es aparentemente un fracaso. En realidad, logra abrir la entrada, pero las ilusiones Talosianas lo ocultan completamente.
Los extraterrestres envían a Pike a través de numerosas realidades virtuales con Vina, con la esperanza que ellas lograrán que se interese por ella y se enamore, y así los dos copulen. Pike, sin embargo, resiste estos juegos mentales y demanda su libertad. Los Talosianos lo amenazan con ilusiones traumatizantes para castigarlo, haciéndolo vivir unos pocos agonizantes segundos del Infierno para reforzar su punto. El Enterprise intenta teletransportar una partida de desembarque directamente en la red subterránea de los Talosianos con el propósito de rescatar a Pike. Los Talosianos, conscientes de este ataque, manipulan a los operadores del teletransportador para enviar sólo a los tripulantes femeninos en la jaula para proporcionar una elección más amplia de 'parejas'. Además, los fásers totalmente cargados de los cautivos parecen inertes, excluyendo así la opción de salir disparando.
Debido a sus interacciones con los Talosianos, Pike deduce que no son capaces de leer mentes exaltadas, por lo que se fuerza a sí mismo a entrar en un estado de furia; esa noche captura a un Talosiano intentando confiscar las armas mientras los cautivos duermen. Pike le cuenta a su nuevo prisionero que él cree que los fásers han perforado exitosamente la pared de la jaula pero ellos han ocultado los resultados con una ilusión, amenazando dispararle para confirmar su teoría a menos que el daño de los fásers sea revelado. El Talosiano cede y revela un gran hoyo en la muralla transparente de la jaula, y los humanos escapan. Al alcanzar la superficie, sin embargo, el Talosiano revela que se les permitió escapar así que pueden formar una nueva colonia de esclavos en la superficie del planeta.
En reacción, el Número Uno coloca su fáser en sobrecarga para matar a todos en vez de aceptar la esclavitud. Ella es persuadida para desactivar su arma cuando más Talosianos arriban con los resultados de la exploración de los registros del Enterprise y revelan que los humanos son demasiado peligrosos y violentos para sus necesidades y por lo tanto, libres de irse. Cuando Pike se queja de que los han raptado y amenazado sin consecuencias, los talosianos le explican que si ellos buscan venganza deberían darse cuenta de que ellos eran la última esperanza de supervivencia de la especie talosiana, que ahora está condenada por su resistencia. Preocupado por su miseria, Pike les sugiere que establezcan relaciones diplomáticas con la Federación para solicitar asistencia, pero los Talosianos declinan explicando que la gente de Pike se enteraría de su poder de crear ilusiones y se condenarían a sí mismos.
El Número Uno y la Asistente Colt son teletransportadas de regreso a la nave, mientras que los Talosianos retienen a Pike unos instantes extras. La forma real de Vina es revelada mostrando un rostro groseramente deformado; la joven explica que cuando la Columbia se estrelló ella sufrió graves heridas, pero los talosianos la encontraron y reconstruyeron su cuerpo, sin embargo, no conocían la fisonomía humana por lo que no tenían referencias para reconstruir su apariencia, por ello, su belleza era mantenida por una ilusión talosiana, por lo que se niega marcharse a un lugar donde deberá vivir con su apariencia real. Antes de irse, Pike solicita que su ilusión sea restaurada. Después de que El Guardián replica "y más" Vina es inmediatamente transformada. Pike se va satisfecho de que Vina es feliz de vivir en Talos con una ilusión de belleza. 
Cuando la transmisión finaliza y Kirk comprende que Spock ha estado planeando que Pike, ahora desfigurado e inválido puede ser "restaurado" por el poder de los Talosianos. Para sorpresa de Kirk, el Comodoro Méndez repentinamente desaparece, siendo una ilusión Talosiana creada para forzar a Kirk a ver la historia de Pike y retrasar la recuperación del control de la nave y su desviación lejos de Talos IV. El Comando de la Flota Estelar, que ha estado viendo la filmación del juicio desde la Base Estelar 11, satisfecho por la explicación, da a Kirk permiso oficial para finalizar su viaje a Talos IV y teletransportar al Capitán Pike al planeta en reconocimiento de sus ilustres años de servicio mientras que a Spock se le levantan todos los cargos. 
Kirk quiere conocer por qué Spock no le contó lo que estaba planeando para poder ayudarlo. Spock le explica que al hacer eso le habría puesto en riesgo de ejecución sin necesidad ya que confiaba poder manejar la situación sólo. Kirk expresa su preocupación acerca del estado mental de Spock, pero el Vulcano mantiene que él "ha sido lógico a través de todo el asunto". Spock ve como Pike, una vez que es teletransportado a Talos, recupera su cuerpo y juventud (vía una ilusión) y se reúne con Vina. 
El mensaje final de los Talosianos a Kirk es "el Capitán Pike vive una ilusión, y usted una realidad. Ojalá su realidad sea tan hermosa como esa ilusión". El Enterprise se aleja de Talos y regresa a la Flota Estelar.

## Producción
"La colección de fieras" resuelve dos problemas, utilizar el caro metraje de "La jaula", y solventar también una crisis de guiones. El guion fue escrito por Gene Roddenberry, creador de la serie, y también el escritor de "La jaula". El guion para ambas partes de este episodio es de sólo 64 páginas, mucho más corto que los guiones de algunos episodios unitarios. La parte I es de 43 páginas, mientras que la parte II sólo tiene 21 páginas.
La nueva filmación tomó lugar para la historia de fondo de "La jaula". Dado que el actor Jeffrey Hunter no estaba disponible para representar su rol del capitán Pike, un actor parecido (Sean Kenney) representó al herido capitán en las nuevas escenas, aunque Hunter fue usado en el metraje del flashback de "La jaula" y correspondientemente acreditado (junto con el elenco original de "La jaula").
También en las nuevas escenas, Malachi Throne (quien había proporcionado la voz del Guardián en la "Jaula" original) representó al comodoro José Méndez, mientras que Julie Parrish personificó a la asistente personal "Miss Piper". Debido a que Throne personificaba un segundo rol en "La colección de fieras", la voz del Guardián fue regrabada por otro actor, Vic Perrin. El avance para la parte II usa la voz original de Throne para el Guardián.
La historia del contexto fue dirigida por el veterano director de la serie Marc Daniels. Dada que la mayoría de su metraje fue usado en la parte I, le fue dado el crédito para esa parte. Al director de "La jaula" Robert Butler, le fue dado el crédito de la segunda parte, ya que la mayoría del metraje era del piloto original.
En la escena en Rigel-7, Vina realmente representa a la mujer esclava pintada de maquillaje verde y bailando para el capitán Pike. Durante las pruebas de maquillaje de preproducción (usando a Majel Barrett como reemplazo), ellos enviaron el metraje para impresión y cuando la película regresó, había poca diferencia. El laboratorio pensó que había un error en la colorización y pensaron que debían compensar. La primera vez que esto sucedió, volvieron a filmar con un verde más oscuro, y lo enviaron nuevamente a impresión. Lo mismo sucedió nuevamente, eventualmente el laboratorio fue notificado para que no hiciera cambios de color. (en inglés)
El metraje del negativo maestro de "La jaula" fue editado en el negativo maestro para "La colección de fieras". No existía ninguna otra copia de color o de 35 mm de "La jaula", sólo una impresión en 16 mm blanco y negro de propiedad de Gene Roddenberry. En 1987, los "cortes" del negativo a todo color de "La jaula" que no habían sido usados en "La colección de fieras" fueron descubiertos en un laboratorio fotográfico en Los Ángeles, y regresados a Paramount Pictures.

## Remasterización del aniversario 40
Estos episodios fueron remasterizados en el año 2006 con la Parte I exhibiéndose por primera vez el 25 de noviembre de 2006 y la Parte II el 2 de diciembre de 2006 como parte de la remasterizada Serie original. La Parte I fue precedida una semana antes por "Semilla espacial" y la Parte II fue seguida una semana más tarde por "Las maniobras de la Carbonita". Aparte del audio y video remasterizado, y de todas las animaciones computarizadas de la USS Enterprise que es lo normal entre las revisiones, cambios específicos para este episodio incluyen:
- Una ambiciosa toma al inicio del recuadro de "La jaula" combinando un modelo del Enterprise con una toma superior sobre las cabezas de la tripulación en el puente. Esto fue rehecho con un puente y una tripulación simulados por computadora cambiando ininterrumpidamente a acción en vivo.
- El planeta de la Base Estelar 11 fue actualizado en la simulación computarizada agregando más realismo.
- El fondo mate de la Base Estelar 11 fue retrabajado con elementos simulados por computadora agregando más profundidad y realismo, incluyendo el mejoramiento del planeta con anillos en el cielo. Durante la escena nocturna, las luces de los vehículos aéreos pueden ser vistas ocasionalmente al pasar volando.
- El transbordador de la Base Estelar 11 tiene escrito "STARBASE 11" en la proa.
- A Talos IV le fue dado un mejoramiento también.
- A la desaparición de los sobrevivientes varados le fue dado un efecto de onda. Así como a una de Vina unos pocos segundos antes en la versión original del episodio.
- A la escena del picnlc con Pike y Vina en la Parte II le fue dada un nuevo fondo 3D mostrando el horizonte de la ciudad de Mojave.
- A las transiciones de los personajes en la Parte II les fue dado un efecto de desaparición.
- La claridad de la fortaleza en la pintura mate de Rigel de la Parte II fue mejorada, y algunas de las rocas en el frente fueron cambiadas.

## Uso del metraje anterior
- El episodio original, "La jaula", finalizaba con los talosianos creando una ilusión del capitán Pike para mantener a Vina feliz, mientras que el real capitán Pike se iba en el Enterprise. Cuando ese metraje fue editado para crear "La colección de fieras", la misma toma es usada para mostrar que Pike ha regresado a Talos IV, y que los talosianos habían usado sus habilidades para crear la ilusión de que Pike es joven y saludable una vez más.
- "La colección de fieras" no revela lo que realmente le sucedió a Vina después de que Pike la dejó en La jaula. Previas tomas cortas fueron reunidas y originalmente fueron usadas en la escena final en la superficie del planeta. Después de que el Guardián replica "y más" a la solicitud de Pike para restaurar la salud de Vina, la cámara corta a la toma previamente usada de la Vina hermosa, que fue mostrada justo antes de la revelación de la deformidad. Luego Pike es visto en una toma reciclada donde él mira asombrado la transformación de Vina. Después hay una toma del Guardián sonriendo inclinando su cabeza en un ángulo que es usada desde "La jaula" donde el Guardián dice “Ella tiene una ilusión…”. Otra toma de Pike sigue a esto, que fue originalmente mostrada justo después de las palabras finales del Guardián en "La jaula" y luego la vemos en la toma final de Vina con su ilusoria belleza.
- La toma final de Vina con su ilusoria belleza restaurada antes de que Pike se teletransporte de regreso a la nave, en la evidencia de la corte, no fue usada en "La jaula", y en su lugar fue usada una toma corta de Vina. Los espectadores pueden darse cuenta cuando Oliver mira directamente a la cámara, allí la cámara es ligeramente temblorosa y la película es un poco más granulosa que el resto. La línea visual de Oliver y el movimiento de la cámara hicieron que esta toma fuera evaluada como no adecuada para ser usada en "La jaula" pero, como La colección de fieras creó un final editado, la única toma disponible sin usar de Vina fue la que se mostró.

## Recepción
Zack Handlen de The A.V. Club le dio al episodio una calificación de 'B-', notando que “todo se desarrolla sobre dos horas, y con una historia de fondo del reparto original, que,no obstante dramático, no logra tomar forma”. Handlen destaca algunos aspectos memorables del episodio tal como la extensión de las heridas de Pike y la ambigüedad alrededor de su destino final.

## Estreno cinematográfico
El 13 y 15 de noviembre de 2007, la versión remasterizada digitalmente de "La colección de fieras", en alta definición y con sonido Cinema Surround Sound, fue exhibida en los cines como evento especial de dos noches. Incluía un mensaje de Gene "Rod" Roddenberry, Jr., un documental del "making of" de 20 minutos acerca del proceso de restauración, y un tráiler de la segunda temporada remasterizada. Esta presentación también fue mostrada en el Reino Unido para la distribución de una noche sólo en Odeon Cinemas seleccionados el 13 de noviembre de 2007.